# Juan Antonio Corbalán
Juan Antonio Corbalán Alfocea (Madrid, 3 de agosto de 1954) es un exbaloncestista y médico español, uno de los mejores bases europeos de la década de 1980 y uno de los mejores bases de la historia del baloncesto español. Es licenciado en Medicina por la Universidad Complutense de Madrid y como tal, ejerce la profesión de médico especializado en medicina del trabajo y medicina deportiva en el Hospital Vithas Internacional de Madrid.
En octubre de 2021 fue incluido como jugador en el Hall of Fame del Baloncesto Español en la promoción de 2019.

## Trayectoria

### Selección nacional
Ha sido internacional con España 128 partidos (1972/73 a 1984/85). Destaca su participación en los Juegos Olímpicos de Los Ángeles 1984 y en el Campeonato Europeo de Francia 1983  consiguiendo en ambos medalla de plata.

### Clubes
- Cantera del Real Madrid
- Real Madrid : temporadas 1971-1988
- Club Baloncesto Valladolid: temporada 1990/91

## Logros y reconocimientos
- 12x Liga española (1972, 1973, 1974, 1975, 1976, 1977, 1979, 1980, 1982,  1984, 1985, 1986)
- 7x Copas de España (1972, 1973, 1974, 1975, 1977, 1985, 1986)
- Supercopa de España (1984/85)
- 2 Torneos Internacionales de Clubes ACB ("Memorial Héctor Quiroga")
- 3x Copas de Europa 1974, 1978, 1980
- Recopa de Europa (1984)
- Copa Korac (1988)
- 4x Copas Intercontinentales (1976, 1977, 1978, 1981)
- 13 Torneos Internacionales de Navidad.
- 3 Torneos CAM

### Homenajes
- El pabellón municipal deportivo de Caravaca de la Cruz (Región de Murcia), localidad natal de sus padres, lleva su nombre.
- En 2004 recibió, junto a sus compañeros de la selección española de baloncesto en los Juegos Olímpicos de Los Ángeles 1984, el Premio Corazón de Oro otorgado por la Fundación Española del Corazón.
- El pabellón municipal deportivo de Alalpardo (Comunidad de Madrid), lleva su nombre

### Otros premios
- Medalla de Oro de la Real Orden del Mérito Deportivo, otorgada por el Consejo Superior de Deportes (1994)[3]
- Forma parte de la selecta lista de los 50 mejores contribuidores de la Copa de Europa y entre los 50 mejores jugadores de la historia de la FIBA (1991).
- Nombrado Mejor Jugador Europeo FIBA en 1983.
- Hall of Fame del Baloncesto Español (2019)
- MVP del Eurobasket´83.